# Hyllus semicupreus
Hyllus semicupreus är en spindelart som först beskrevs av Simon 1885.  Hyllus semicupreus ingår i släktet Hyllus och familjen hoppspindlar. Inga underarter finns listade i Catalogue of Life.